# 別濟米揚內 (薩哈共和國)
别济米扬内（羅馬化：Bezymyannyy）是俄罗斯萨哈共和国的市级镇，属阿尔丹区，在区行政中心阿尔丹东偏北方向、共和国首府雅库茨克西南方向。
该地2021年人口有0人；2010年人口0；2002年人口111；1989年人口537。